# Henry Holiday

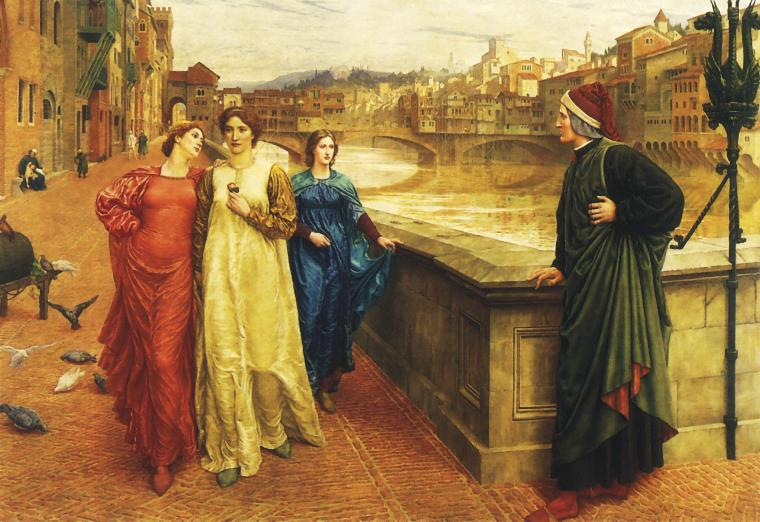
Dante och Beatrice (1883) skildrar hur den italienske författaren Dante Alighieri blir avvisad av Beatrice Portinari.

Henry George Alexander Holiday, född 17 juni 1839 i London, 15 april 1927, var en engelsk konstnär. Han verkade inom såväl måleri och skulptur som glaskonst. Han tillhörde kretsen kring det prerafaelitiska brödraskapet och är kanske mest känd för den monumentala oljemålningen Dante och Beatrice (1883) som är utställd på Walker Art Gallery i Liverpool. Han illustrerade också Lewis Carrolls Snarkjakten (1876).